# Raluca Prună
Raluca Prună (Bucarest, 24 settembre 1969) è una politica rumena, ministro della giustizia nel Governo Cioloș dal 17 novembre 2015 fino alla fine del suo mandato dopo le elezioni del dicembre 2016.

## Biografia
Laureata in giurisprudenza, filosofia e scienze politiche, Raluca Prună è iscritta all'ordine degli avvocati di Bucarest, coordinatrice del programma Giustizia e affari interni della delegazione della Commissione europea a Bucarest e avvocato linguistico del servizio giuridico del Consiglio dell'Unione europea.
È membro fondatore di Transparency International Romania e dell'associazione Società per la Giustizia.